# Alfadle ibne Arrabi
Alfadle ibne Arrabi (Al-Fadl ibn al-Rabi; 757/8–823/4) foi um dos oficiais mais influentes do Califado Abássida nos reinados de Harune Arraxide (r. 786–809) e Alamim (r. 809–813), a quem serviu como camareiro e ministro-chefe. Teve papel importante como principal instigador da guerra civil que eclodiu após a morte de Harune, apoiando Alamim contra seu meio irmão Almamune. Após a vitória de Almamune, se escondeu, mas acabou se reconciliando com o novo governante. Os persas da família Juveini do século XIII alegaram descender dele.

## Vida

### Carreira sob Harune Arraxide
Nascido em 138 AH (757/8 d.C.), Alfadle era filho de Arrabi ibne Iunus. Arrabi era um ex-escravo que subira para ocupar o influente posto de camareiro (hájibe) sob os califas Almançor (r. 754–775) e Almadi (r. 775–785). O poder de Arrabi dependia de seu controle ao acesso de pessoas de fora ao califa, bem como de sua liderança de fato da numerosa e influente maula do califa (servos, libertos). Alfadle efetivamente herdou a posição de seu pai na corte e se beneficiou da alta estima em que Harune Arraxide o mantinha: após sua ascensão, o califa colocou-o no comando de seu selo pessoal, e em 789/90 foi feito chefe do divã alnafacate ("Departamento de Despesas"). Em 795/6, foi nomeado para o antigo posto de hájibe de seu pai, depois de ter conseguido encontrar o poeta ibne Jami, que havia sido exilado sob Alhadi (r. 785–786).
Totalmente leal ao seu mestre, serviu como agente de confiança de Harune. Nas palavras de Hugh N. Kennedy, "Se Harune quisesse que alguém fosse trazido a ele secretamente ou para organizar um teste para alguém que suspeitava de deslealdade, Alfadle poderia ser confiado para fazer isso". Anedotas da corte também servem para enfatizar seu caráter "perspicaz, prático e um tanto sem imaginação" (Kennedy), em flagrante contraste com os cultuados barmécidas, que até sua repentina desgraça em 803 dominavam a corte e o governo abássidas. Apesar de suas aparentemente boas relações pessoais com seu patriarca barmécida Iáia ibne Calide, as histórias retratam Alfadle como o principal rival dos barmécidas na corte. Após a queda da família do poder, Alfadle sucedeu Iáia como vizir, tornando-se efetivamente o principal ministro e conselheiro do califa. No entanto, Alfadle não possuía os poderes quase plenipotenciários que Harune havia concedido a Iáia, e seu mandato era limitado a um papel de supervisão das despesas e no tratamento de petições ao califa, enquanto a administração financeira real era confiada a outro funcionário.
Em 808, acompanhou Harune em sua expedição ao Coração para suprimir a revolta de Rafi ibne Alaite, e estava com ele quando morreu em Tus em março de 809. Ali fez o exército jurar lealdade (baia) ao herdeiro Alamim, que ficou para trás em Bagdá. Alamim, que precisava da experiência de Alfadle, enviou cartas a ele pedindo que voltasse à capital e trouxesse consigo o tesouro que Harune levara junto, bem como todo o exército expedicionário reunido para esmagar a rebelião. O segundo herdeiro de Harune, Almamune, encarregado do governo do Coração, considerou a retirada de todo o exército uma traição e tentou em vão dissuadir Alfadle dessa ação.

### Carreira sob Alamim e guerra civil
De volta a Bagdá, Alfadle permaneceu o principal conselheiro de Alamim, mas seu papel na governança do Estado parece ter sido limitado. No entanto, foi a figura principal entre os membros do poder abássida que pressionaram Alamim a reverter os planos de sucessão de seu pai, removendo Almamune de seu lugar na sucessão em favor do filho de Alamim, Muça, e também como governador do Coração. Essa política aumentou a polarização já existente das elites abássidas entre os dois príncipes, com a nobreza coraçani, encabeçada pelo vizir Alfadle ibne Sal, que se reuniu com Almamune, a quem viam como defensor de seus interesses contra os governo central em Bagdá. A brecha entre os dois lados foi concluída em novembro de 810, quando Alamim retirou o nome de Almamune da oração da sexta-feira. Isso levou a uma cadeia de atos mútuos que resultaram na eclosão de uma guerra civil aberta (a "Quarta Fitna") entre os dois irmãos. Depois que as forças de Almamune obtiveram uma vitória inesperada sobre o exército califal na Batalha de Rei, a situação se tornou crítica em Bagdá, onde muitos começaram a acusar Alamim de ociosidade e complacência e Alfadle de liderança ineficiente. Enquanto o general Tair ibne Huceine de Almamune avançava pela Pérsia, Alfadle tentou reforçar as tropas de Bagdá (a abena Adaulá) com impostos das tribos árabes da Síria e da Jazira, mas logo se desentenderam com a abena por inveja de seus salários e privilégios, de modo que este projeto não deu em nada. Vendo a causa de Alamim perdida e com as tropas de Almamune se aproximando da capital, Alfadle se escondeu.
Bagdá caiu para as forças de Almamune em setembro de 813, após um cerco brutal de um ano, e Alamim foi executado. Almamune, no entanto, permaneceu no Coração e não fez nenhum movimento para chegar a Bagdá, confiando o governo do califado a Alfadle ibne Sal e seus amigos coraçanis. Isso provocou um grande ressentimento no Iraque, e quando Almamune escolheu um álida como seu herdeiro, as velhas elites abássidas de Bagdá se levantaram em 817 e elevaram Ibraim ibne Almadi como califa no lugar de Almamune. No entanto, quando Almamune finalmente começou a avançar em Bagdá, o apoio de Ibraim entrou em colapso. Alfadle ressurgiu brevemente do esconderijo durante esse período em apoio a Ibraim, mas quando Almamune entrou na capital em 819, ele o perdoou. Durante seus últimos anos, Alfadle até gozou de um retorno ao favor devido à sua longa experiência e serviço leal aos abássidas. Ele morreu em Bagdá na primavera de 823 ou 824.

## Avaliação e legado
Apesar de seu longo e leal serviço, a avaliação de Alfadle pelos historiadores modernos é negativa, pois é considerado o principal instigador da guerra civil por meio de suas maquinações para remover Almamune da sucessão. Assim, Dominique Sourdel o chama de "um fazedor de intrigas de personalidade medíocre e capacidade limitada", que tentou usar o caráter fraco de Alamim para sua própria vantagem, enquanto Kennedy vê nele o "gênio do mal" responsável pela guerra civil destrutiva.